# United Red Army
Pour plus de détails, voir Fiche technique et Distribution.
United Red Army (実録・連合赤軍 あさま山荘への道程, Jitsuroku Rengo Sekigun: Asama sanso e no michi) est un film japonais réalisé par Kōji Wakamatsu, sorti en 2007.
Inspiré de faits réels, le film décrit la dérive meurtrière du groupe d'extrême gauche de l'Armée rouge unifiée (en japonais, Rengo Sekigun), jusqu'à la prise d'otages d'Asama-Sansō, qui fit les gros titres des médias japonais en 1972.

## Synopsis
Le film est divisé en trois parties.
La première concerne l'histoire des mouvements d'extrême gauche au Japon dans le contexte de la contestation généralisée qui secoue alors le monde (opposition à la guerre du Viêt Nam, révolution culturelle en Chine, mai 68 en France, contestation radicale du capitalisme...).
Centré sur le mouvement étudiant, l'opposition à l'aéroport et le rapprochement du Japon avec les États-Unis, ce prologue se veut informatif sur la situation politique du Japon, dans les universités et dans les usines. Le style du film mélange documentaire et fiction, pour décrire le contexte politique de l'époque, et présenter les membres de divers groupuscules d'extrême gauche, qui évoluent vers le terrorisme. Face à la vague d'arrestations opérée par la police, certains militants partent à l'étranger pour y fonder l'Armée rouge japonaise. Deux des groupes restés au Japon, la "Faction armée rouge" et la "Faction révolutionnaire de gauche", fusionnent pour fonder l'"Armée rouge unifiée", qui ambitionne de lancer la lutte armée afin de renverser le capitalisme par une « guerre d'extermination ».
La deuxième partie nous plonge dans le quotidien que vont partager les membres de l'Armée rouge unifiée - des jeunes gens d'une vingtaine d'années - installés dans un chalet en rase campagne pour s'entraîner à la lutte révolutionnaire. Progressivement, le groupe s'enfonce dans une logique sectaire et un délire autodestructeur : les deux chefs, Tsuneo Mori et Hiroko Nagata, soumettent les militants à des séances d'« autocritique » de plus en plus violentes, et vont jusqu'à battre à mort certains d'entre eux. Quatorze des vingt-neuf membres du groupe sont tués à la suite de « purges » internes.
La troisième partie est celle de la prise d'otage, au cours de laquelle une aubergiste fut retenue par les 5 derniers membres de l'organisation, en fuite après l'arrestation des autres militants par la police. Il s'agit encore d'un huis clos, peignant de l'intérieur la psychologie, et ce qui reste de désir de ces personnages "au pied du mur".

## Fiche technique
- Titre original : 実録・連合赤軍 あさま山荘への道程 (Jitsuroku Rengo Sekigun: Asama sanso e no michi?)
- Titre français : United Red Army[1]
- Réalisation : Kōji Wakamatsu
- Scénario : Kōji Wakamatsu, Masayuki Kakegawa
- Photographie : Tomohiko Tsuji
- Montage : Kōji Wakamatsu
- Producteurs : Kōji Wakamatsu, Asako Ōtomo et Noriko Ozaki
- Société de production : Wakamatsu Production
- Musique : Jim O'Rourke
- Pays d'origine :  Japon
- Format : Couleurs - 35 mm - 1,85:1 - Dolby Digital
- Genre : Film dramatique
- Durée : 190 minutes
- Dates de sortie :
  -  Japon : 26 août 2007 (Festival du film de Yufuin), 15 mars 2008 (sortie nationale)
  -  France : 6 mai 2009

## Distribution
- Maki Sakai : Mieko Toyama
- Arata Iura : Hiroshi Sakaguchi
- Akie Namiki : Hiroko Nagata
- Gō Jibiki : Tsuneo Mori
- Shima Ōnishi : Kunio Bando
- Tak Sakaguchi : Takaya Shiomi
- Anri Ban : Fusako Shigenobu